# Hypatopa inunctella
Hypatopa inunctella — вид лускокрилих комах родини бластобазид (Blastobasidae).

## Поширення
Вид поширений на значній частині Європи (крім Ісландії, Ірландії, Великої Британії, Норвегії, Португалії та більшої частини Балканського півострова).

## Опис
Розмах крил становить 14-15 мм.

## Спосіб життя
Метелики літають у липні-серпні. Гусениці живляться рослинним матеріалом.